# Rob Favier
Rob Favier (Utrecht, 15 februari 1954) is een Nederlandse zanger, entertainer, (liedjes)schrijver en theoloog.

## Profiel

### Artiest
Favier is van jongs af aan opgegroeid met muziek. Hij trok op zijn achttiende al door Europa met een fulltime band. Hierna begon hij aan de studie theologie die hij met succes afrondde. Inmiddels is hij vele jaren actief als christelijk podiumartiest. Favier staat bekend om zijn unieke en eigenzinnige manier van optreden: een mengeling van liedjes en verhalen, waarbij hij zijn publiek op humoristische wijze confronteert met zijn kijk op God, zichzelf en de mensen om hem heen.  
Faviers muziekstijl laat zich niet gemakkelijk omschrijven. Het repertoire varieert van pop tot luisterliedjes tot cabaret of iets daar tussenin. Zijn uitsluitend Nederlandse teksten worden geprezen om hun poëtische zeggingskracht en taalkundige spitsvondigheid. Humor, warmte en vooral kwetsbaarheid zijn terugkerende thema’s in zijn werk. Met Zo Groen Als Gras werd Favier genomineerd voor de Zilveren Duif Award in de categorie beste album. In 2019 verscheen zijn zevende album Niet Vanzelfsprekend. 
Naast het schrijven van zijn eigen repertoire, werkt Favier in opdracht. Zo heeft hij geschreven voor koren, andere artiesten, omroepen en heeft hij liederen van onder meer van Tom Parker, Ingemar Olsson en Steven Curtis Chapman uit het Engels vertaald. De laatste jaren verschijnen er tevens regelmatig columns, artikelen, theologische of cabareteske teksten van zijn hand.

### Kerkdiensten
Vrijwel elke zondag verzorgt Favier twee diensten of samenkomsten waarin hij niet alleen voorgaat, maar ook het muzikale gedeelte voor zijn rekening neemt. Hoewel de invulling volledig in overleg wordt bepaald, is het in de praktijk vaak zo dat hij de prediking combineert met liedjes die bij het thema aansluiten. Het zijn vrijwel altijd bijzondere diensten, zoals jeugd-, open deurdiensten, theaterdiensten en trouwdiensten. Ook hier ontbreekt de humor niet.

### Oudejaarsconferences
In 2013 werd Favier door directeur Dolf van de Vegte van Family7 voor het eerst gevraagd een oudejaarsconference te doen voor deze christelijke tv-zender. Favier zei ja en verzorgde in 2013 de eerste christelijke oudejaarsconference in een uitverkocht theater, getiteld Zo waarlijk helpe ik God Almachtig. De succesformule werd door verschillende christelijke artiesten opgepikt en Favier zelf staat sinds die tijd jaarlijks op het podium met een eigen oudejaarsconference. Tijdens de coronaperiode heeft hij dit ook éénmaal op de radio gedaan bij Groot Nieuws Radio, omdat optreden in theaters niet mogelijk was. In 2022 werd zijn oudejaarsconference voor het eerst uitgezonden op de christelijke streamingwebsite New Faith Network.

### Gezondheid
In de zomer van 2015 ging het niet goed met de gezondheid van Favier. Na eerst een hartinfarct op de fiets kreeg hij twee dagen later een hartstilstand. Zijn herstel verliep spoedig waardoor hij aan het einde van hetzelfde jaar wel in staat was zijn jaarlijkse oudejaarsconference uit te voeren.

## Discografie
- 2023 - Papa, nu jij Kind bent (single)
- 2022 - Het Lied voor Iedereen (single)
- 2021 - Jij verdient een Lintje! (single)
- 2021 - Wij streamen in het Licht met Jezus (single)
- 2020 - Blijf bij Mij (single)
- 2019 - Niet Vanzelfsprekend
- 2013 – Zo Groen als Gras
- 2005 – Spelen met Vuur
- 2000 – Cirkels
- 1995 – Met andere Woorden (heruitgave 2009)
- 1992 – Met een Glimlach
- 1988 – Een Roos op de Weg (Jubileumuitgave 2003)

## DVD
- 2019 - Oudejaarsconference: Rob knoopt de eindjes aan elkaar[5]
- 2015 - Oudejaarsconference: HART voor de Zaak
- 2014 – Oudejaarsconference: Ik wil mij nérgens mee bemoeien...
- 2013 – Oudejaarsconference: Zo waarlijk helpe ik God almachtig

## Songbooks
- 2010 – R. Favier – Rob Favier Songbook. Ecovata, [s.n.]

## Boeken
- 2021 - R. Favier - Het Leven is Besmettelijk. Uitgeverij Platau: Amersfoort.
- 2008 – R. Favier en B. Rebergen – Hartgrondig. Uitgeverij Kok: Kampen.
- 2006 – R. Favier – Knipoog in de Wind. Uitgeverij Kok: Kampen.

## Trivia
- Faviers album Zo Groen Als Gras werd in 2013 genomineerd voor de Zilveren Duif Award in de categorie beste album.
- In 1989 ontving hij een Zilveren Duif Award voor zijn LP Een Roos op de Weg.
- Het eerste exemplaar van zijn album Met Een Glimlach werd in ontvangst genomen door Toon Hermans.
- Sinds 2007 is Favier ambassadeur van World Vision.
- Favier schrijft maandelijks een column voor het Friesch Dagblad.
- Zijn blogs voor het NBG op Debijbel.nl zijn de meest gelezen blogs van de site.
- Hij is regelmatig te horen op de radio. Hij heeft als Dichter bij de Dag regelmatig een bijdrage geleverd op NPO radio1 en verzorgt tweemaal per week een overdenking voor Groot Nieuws Radio.
- Favier werkt een dag per week als docent Godsdienst op de CSG De Lage Waard.